# Alfred Clottu
Alfred Clottu (* 10. September 1871 in Saint-Blaise, Kanton Neuenburg; † 21. September 1933 ebenda; heimatberechtigt in Cornaux, Neuenburg und Saint-Blaise) war ein Schweizer Politiker der Liberalen Partei der Schweiz (LPS), der unter anderem vier Mal (1918 bis 1919, 1923 bis 1924, 1927 bis 1928 sowie 1932 bis 1933) Präsident des Staatsrates des Kantons Neuenburg war. Darüber hinaus fungierte er zwischen 1929 und 1933 als Präsident der LPS und war ferner von 1931 bis zu seinem Tode 1933 Mitglied des Nationalrates für den Kanton Neuenburg.

## Leben
Alfred Clottu, Sohn des Weingutbesitzers Georges-Alexandre Clottu und von dessen Ehefrau Clara-Marguerite Clottu, begann nach dem Schulbesuch ein Studium der Rechtswissenschaften an der Akademie Neuenburg, welches er nach Studienaufenthalten an der Rheinischen Friedrich-Wilhelms-Universität Bonn, der Universität Bern sowie der Universität von Paris 1893 mit einem Lizenziat beendete. Nach seiner anwaltlichen Zulassung 1894 und dem Notarspatent 1895 eröffnete er als Rechtsanwalt und Notar eine Anwaltskanzlei in seiner Geburtsstadt Saint-Blaise. Sein Engagement für die Liberale Partei der Schweiz (LPS) begann Clottu in der Kommunalpolitik. Er war zwischen 1894 und 1897 zunächst Mitglied des Generalrates, des Gemeindeparlaments, sowie anschliessend von 1897 bis 1915 Mitglied im Gemeinderat, der Gemeindeexekutive von Saint-Blaise. Zugleich wurde er für die LPS 1904 Mitglied des Grossen Rates, des Parlaments des Kantons Neuenburg, und gehörte diesem ebenfalls bis 1915 an.
Am 11. April 1915 wurde Alfred Clottu Mitglied des Staatsrates des Kantons Neuenburg, der Regierung dieses Kantons, und fungierte in dieser bis zum 21. September 1933 als Vorsteher des Militär- und Finanzdepartements bis zum 21. September 1933. In diesen Funktionen brachte er unter anderem Gesetzesentwürfe betreffend die Stellung der Beamtenschaft, die Krisensteuer, dasRekursrecht in Steuerangelegenheiten und die Kantonalbank (Banque Cantonale Neuchâteloise) ein. Während seiner Mitgliedschaft im Staatsrat fungierte er drei Mal als Präsident und damit als Vorsteher der Kantonsregierung. Als Nachfolger von Albert Calame wurde er im Februar 1918 erstmals Präsident und bekleidete diese Funktion bis 1919, woraufhin Henri Calame ihn ablöste. Als Nachfolger von Edgar Renaud fungierte er zwischen 1923 und seiner erneuten Ablösung durch Henri Calame 1924 zum zweiten Mal als Vorsteher der Kantonsregierung. Er übernahm von Edgar Renaud 1927 noch einmal das Amt des Präsidenten des Staatsrates und behielt dieses nunmehr bis 1928, woraufhin Henri Calame seine Nachfolge antrat. 1932 wurde er als Nachfolger von Edgar Renaud erneut Präsident und war damit bis zu seiner Ablösung durch Antoine Borel 1933 zum vierten Mal Vorsteher der Kantonsregierung.
Clottu, der ausserdem von 1920 bis 1933 Mitglied des Verwaltungsrates der Schweizerischen Nationalbank (SNB) sowie der Vereinigten Schweizerischen Rheinsalinen war, fungierte zudem von 1929 bis 1933 als Präsident der Liberalen Partei der Schweiz. Bei den Schweizer Parlamentswahlen am 25. Oktober 1931 wurde er für die LPS im Nationalratswahlkreis Neuenburg ferner zum Mitglied des Nationalrates, der grossen Kammer der Schweizer Bundesversammlung, gewählt und gehörte dieser in der 29. Legislaturperiode vom 1. Dezember 1931 bis zu seinem Tode am 21. September 1933 an.